# Pesce spada alla ghiotta
Il pesce spada alla ghiotta (u piscispata â ghiotta), è un piatto tipico della cucina calabrese e di quella siciliana, in particolare delle province di Reggio Calabria e Messina.

In Calabria, soprattutto, il pesce spada viene definito come "il pinocchio della Costa Viola", essendo il pesce più richiesto e indiscusso protagonista della gastronomia calabrese, non solo per la prelibatezza delle sue carni, ma anche per il rituale folkloristico che ne caratterizza la pesca. 

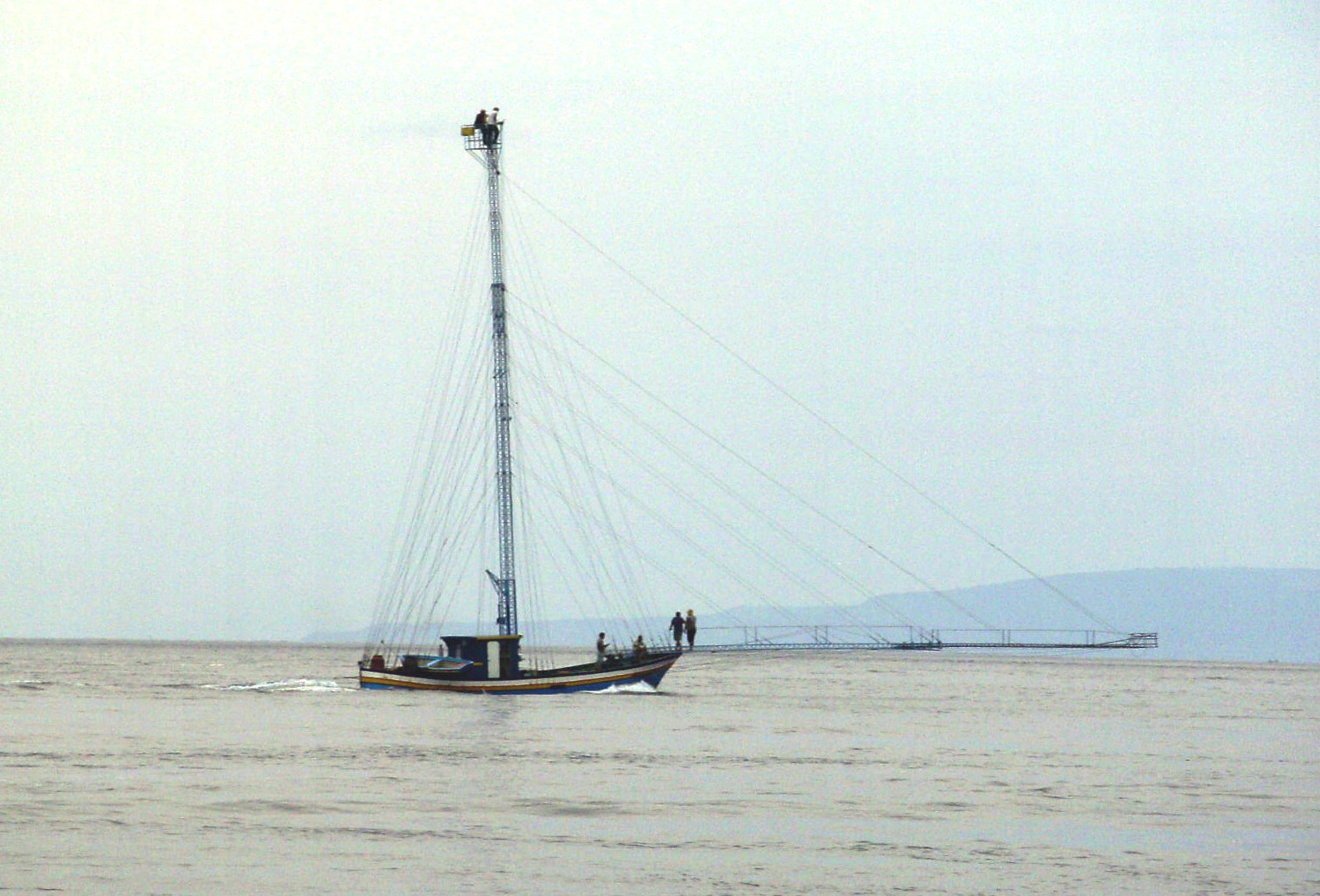
La Feluca, imbarcazione tradizionale nella Pesca del pesce spada

Uno degli spettacoli più interessanti e cruenti, sono le battute di pesca, le cosiddette spatare,  realizzate con le caratteristiche e rapide imbarcazioni specializzate nella pesca del pesce spada nello stretto di Messina.
La regione Calabria ha ottenuto dal ministero per le politiche agricole e forestali l'inserimento del pesce spada alla ghiotta nell'elenco dei prodotti agroalimentari tradizionali italiani. Una sagra del pescespada si tiene la seconda domenica di luglio a Bagnara Calabra, mentre ad agosto a Scilla.